# Yasutoshi Miura
Yasutoshi Miura (jap. 三浦 泰年 Miura Yasutoshi; ur. 15 lipca 1965) – japoński trener piłkarski, a wcześniej piłkarz grający na pozycji obrońcy. Trzykrotny reprezentant kraju. Jego brat Kazuyoshi jest najstarszym na świecie aktywnym zawodowym piłkarzem.

## Kariera klubowa
Od 1986 do 2003 roku występował w klubach: Verdy Kawasaki (Yomiuri), Shimizu S-Pulse, Avispa Fukuoka i Vissel Kobe.

## Kariera reprezentacyjna
W reprezentacji Japonii zadebiutował w 1993. W sumie w reprezentacji wystąpił w 3 spotkaniach.

## Statystyki
| Reprezentacja Japonii | Reprezentacja Japonii | Reprezentacja Japonii |
| Rok                   | Mecze                 | Gole                  |
| --------------------- | --------------------- | --------------------- |
| 1993                  | 3                     | 0                     |
| Razem                 | 3                     | 0                     |